# Зорбас, Николаос
Николаос Зорбас (греч. Νικόλαος Ζορμπάς; 1844—1920, Афины) — греческий офицер, возглавивший Военный союз офицеров и революцию в Гуди 1909 года. Снискал себе достойное место в истории Греции, как офицер, возглавивший движение, подготовившее страну и армию к победным для Греции Балканским войнам.

## Биография
Зорбас родился в Афинах 27 сентября 1844 года, в семье офицера, родом из Магнезии Малой Азии. Окончил Военное училище эвэлпидов, а затем продолжил учёбу во Франции и Бельгии.
Принял участие в конфликте на греко-турецкой границе в 1886 году, командуя дивизионом артиллерии.
В Греко-турецкой войне 1897 года, в звании подполковника, командовал артиллерией 1-й дивизии. Но его часть практически не была задействована в операциях, чтобы не поставить в опасность жизнь принца Николая, который служил в ней.
По окончании войны в 1897 году, по причине критики в адрес королевского двора и принцев, касательно их участия в войне, оказался в опале.
В звании подполковника возглавил Военное училище эвэлпидов в период 1898—1906 годов.
Возглавил департамент военных материалов в период 1906—1909 годов.

## Военный союз
Недовольные положением в армии и в государстве после 1897 года, младшие офицеры армии создали в 1909 году организацию «Военный союз». Этому способствовали:
- внешние факторы:

— создание, под российской протекцией Болгарии, «которая», согласно современному английскому историку Д. Дакину, «сама не приложила особых усилий, для получения своей свободы» и её претензии на Македонию, где болгарские интересы сталкивались с греческими.
-вмешательство Турции во внутренние дела Греции.
- внутренние факторы:

— положение в армии, которая насчитывала всего 20 тысяч человек, большая часть которых была занята жандармскими функциями.
— профессиональные проблемы офицеров и их игнорирование командующим, наследным принцем Константином.
— коррупция политиков, экономические и политические проблемы.
— «замораживание», под внешним давлением вопроса Крита.
Первоначальные 25 членов «Союза» выросли до 120, после провокационного, «счастливого», как впоследствии писал Пангалос, Теодорос, заявления в 1909 году лидера младотурков Шефкет-паши, что он «совершит военную прогулку, чтобы выпить кофе на Акрополе».
Пангалос пишет «пусть будет благославленным это кофе Шефкета». Среди унтер-офицеров только двое имели звание лейтенанта.
В мае 1909 «Союз» наладил контакты с движением организованным лейтенантами (сначала 17, а затем 40 офицеров).
Движение лейтенантов не соглашалось с «Союзом» в применении силы, то есть исключало революцию, и не соглашалось на приглашение с Крита Э. Венизелоса на пост главы государства.
Два «Союза» были согласны:
— не нарушать институт монархии.
— отозвать наследного принца и всех принцев из армии.
— обязать парламент принять необходимые законы, для создания армии и флота, способных к военным действиям.
Совместное заседание двух «Союзов» состоялось 25 июня 1909 года.
Не разрешив вопрос лидера и получив отказы от других высших офицеров, «Союз» обратился к Зорбасу. Зорбас принял предложение и составил «Программу». В действительности «Программа» Зорбаса являлась каталогом требований, высказанных в тоне просьбы и выставленных правительству «с уважением» и ни в коей мере не напоминала революционный документ.
Накануне «Революции в Гуди», «Союз» насчитывал 1268 офицеров армии и 132 офицера флота.

## Революция в Гуди 15 августа 1909 года
Умеренный по своей природе, Зорбас начал полу-официальные контакты с правительством, королём и наследным принцем. Двое последних не приняли всерьёз существование в «Союзе» 120—140 «непримиримых» революционеров среди офицеров и 200 ещё боле «непримиримых» унтер-офицеров.
Бескомпромиссное поведение правительства королевского двора привело к кризису. Зорбас колебался, но капитан Деместихас, Иоаннис привёл в казармы в Гуди первый вооружённый отряд, состоящий из моряков и его соратников в Борьбе за Македонию.
15 августа у революции в Гуди было 2500 вооружённых и 450 офицеров. Из города Халкис к Афинам шёл восставший полк, под командованием лейтенантов Христодулу и Ксантоса.
Силы революционеров в Гуди под командованием Зорбаса достигли 6 тысяч человек и они угрожали что двинуться к центру Афин.
Правительство подало в отставку и королевская семья провела «несколько часов ужаса».
Королевский двор сделал «Союз» стороной переговоров и предоставил амнистию офицерам участникам движения. В результате, революция, не сделав ещё и первых шагов, потеряла свой динамизм.
Дакин пишет, что Зорбас не ставил целью установление диктатуры и не был антимонархистом. Зорбас и близкие к нему офицеры не изъявили желание править страной. Их целью было гражданское правительство, которое будет претворять их умеренную и консервативную программу.

## Венизелос
Застывшие переговоры и умеренное поведение Зорбаса по отношению к королевскому двору вызвали мятеж на флоте, который возглавил 16 октября Алфонсатос-Типалдос, Константинос.
Кризис в «Союзе» вернул на повестку дня приглашение Венизелоса, в качестве политического советника «Союза».
Венизелос прибыл в Афины в конце декабря 1909 года. С этого момента политическая действительность революции связана с его жизнью.
Венизелос отклонил предложение некоторых лидеров «Союза» о установлении диктатуры, заявляя что удобный момент был потерян.
Несмотря на нерешительность Зорбаса, Венизелос сумел:
— образовать служебное правительство Драгумиса 18 января 1910 года, в котором Зорбас принял пост военного министра.
— принятие королём, под угрозой созыва (нового) Конституционного собрания, созыв Собрания для пересмотра статей существующей Конституции.

## Роспуск Военного Союза
Поскольку революционные тенденции внутри «Союза» нарастали, его руководство приняло решение 15 марта 1910 года распустить «Союз» Как пишет Пангалос, Теодорос, это был своего рода внутренний переворот.
Дакин пишет, что Зорбас уже не контролировал ситуацию в «Союзе», где верх стали брать экстремистские элементы и что «Союз» был распущен благодаря влиянию Венизелоса.
Венизелос становился национальным лидером, победив и набрав лично самое большое количество голосов на выборах 8 августа 1910 года. При этом Венизелос навёл мосты с королевским двором. Разочарованные этим поворотом событий офицеры «Союза» направили Зорбаса к Венизелосу, который «со слезами на глазах», как утверждает Пангалос, просил Венизелоса не возвращать принцев в армию.
Драма революции на её последнем этапе заключалась в том, что её лидер «умолял» отнестись с уважением к одной из основных причин и целей Революции.
Греческая армия, насчитывавшая в 1909 году 3 дивизии, за годы правления Венизелоса и к началу Балканских войн в 1912 году, насчитывала 9 боеспособных дивизий. Греция располагала армией и флотом, позволившие ей одержать победы в Балканских войнах.

## Последние годы
Зорбас подал в отставку в 1911 году и не принял участие ни в Балканских, ни в Первой мировой войнах.
Умер в Афинах во 2-м военном госпитале 12 июня 1920 года, когда Греция была вовлечена в Малоазийский поход и всё внимание страны было приковано к Востоку. Его смерть практически не было освещена в прессе.

## Работы
- «Уроки артиллерии» (преподавалась в Училище эвэлпидов)
- «Мемуары» (о движении 1909 года). Опубликованы после его смерти в 1925 году.